# Вичорек, Денис
Денис Вичорек (Викчорек, Виечорек) (нем. Denis Wieczorek, род. 22 августа 1991 в Эрфурте, Германия) — немецкий фигурист, выступающий в одиночном разряде, серебряный призёр чемпионата Германии 2011, участник чемпионата Европы 2011.

## Биография
У Дениса есть старшая сестра, Кристин Вичорек (род. 1986), соревновавшаяся на взрослом уровне вплоть до завершения своей карьеры в 2009 году.
По профессии Денис Вичорек является сотрудником полиции. Увлекается мотокроссом. Проживает в городе Кирххам, тренируется в Эрфурте, в разгар сезона — 18 часов в неделю, в несезонное время — 17 часов.

## Карьера
Денис Вичорек — воспитанник Эрфуртской школы фигурного катания, ученик Илоны Шиндлер, которая также тренировала знаменитую пару — Алёну Савченко и Робина Шолковы
Первым крупным турниром в карьере Дениса стал чемпионат Германии среди новичков и юниоров 2002, проходивший с 19 по 22 декабря 2001 года в Хемнице. Денис соревновался среди новичков в группе A, где занял итоговое второе место. C сезона 2004-2005 Вичорек начал состязаться на юниорском уровне. Первым соревнованием этого уровня для него стал чемпионат Германии 2005, на котором он завоевал бронзовую медаль. В 2008 году уроженец Эрфурта впервые принял участие на чемпионате мира среди юниоров. С общей суммой в 137,17 балла он стал лишь 22-м. В следующем сезоне его показатели на этом турнире улучшились — 14-я итоговая строчка в турнирной таблице с результатом 153,73.
В 2011 году Вичореку удалось пробиться на взрослый чемпионат Европы благодаря 3-му месту в квалификационном раунде. В короткой программе Денис стартовал под номером 14. Программа была исполнена чисто, оценка за технику составила 26,37. За компоненты он получил 24,25 балла и по итогам короткой программы остановился на 22-й строчке. В произвольной программе Вичорек, выступав 4-м по счету, ошибся лишь на тройном флипе, исполнив его с неправильного ребра. Всего за технику он набрал 61,84 балла. Компоненты программы были оценены на 51,14. Итого — 112,98 за произвольную программу, это 16-й результат. По итогам чемпионата Денис финишировал 20-м.
Наилучшим достижением того сезона для Дениса стало вице-чемпионство на национальном первенстве, после этого успеха его карьера одиночника стала в тупик. Он решил реализовать своё давнее желание выступать в парном катании. В течение трёх месяцев Денис тренировался с 15-летней Фабьенной Шперлинг (англ. Fabienne Sperling), затем выходил на лёд с Катариной Гирок (нем. Katharina Gierok). Эти занятия он посещал в Хемнице, тренируясь под финансовым покровительством немецкой полиции, под руководством тренера Моники Шайбе (нем. Monika Scheibe).

## Спортивные достижения
| Результаты                                | Результаты              | Результаты              | Результаты              | Результаты              | Результаты              | Результаты              | Результаты              |
| На международном уровне                   | На международном уровне | На международном уровне | На международном уровне | На международном уровне | На международном уровне | На международном уровне | На международном уровне |
| Соревнование                              | 2006-07                 | 2007-08                 | 2008—2009               | 2009—2010               | 2010—2011               | 2011—2012               | 2012—2013               |
| ----------------------------------------- | ----------------------- | ----------------------- | ----------------------- | ----------------------- | ----------------------- | ----------------------- | ----------------------- |
| Чемпионаты Европы                         |                         |                         |                         |                         | 20                      |                         |                         |
| Турнир «Bavarian Open»                    |                         |                         |                         |                         | 2                       | 4                       |                         |
| Турнир «Coupe de Nice»                    |                         |                         |                         |                         |                         |                         | 13                      |
| Турнир «Merano Cup»                       |                         |                         |                         |                         | 9                       |                         |                         |
| NRW Trophy                                |                         |                         | 1 J.                    | 4 J.                    | 7                       | 9                       |                         |
| Gardena Spring Trophy                     | 4                       |                         |                         |                         |                         |                         |                         |
| На международном юниорском уровне         |                         |                         |                         |                         |                         |                         |                         |
| Чемпионаты мира среди юниоров             |                         | 22                      | 14                      |                         | 21                      |                         |                         |
| Этапы юниорского Гран-при, Хорватия       |                         | 12                      |                         | 12                      |                         |                         |                         |
| Этапы юниорского Гран-при, Чехия          |                         |                         | 12                      |                         |                         |                         |                         |
| Этапы юниорского Гран-при, Германия       |                         | 21                      |                         | 15                      | 15                      |                         |                         |
| Этапы юниорского Гран-при, Великобритания |                         |                         |                         |                         | 5                       |                         |                         |
| Этапы юниорского Гран-при, Румыния        | 17                      |                         |                         |                         |                         |                         |                         |
| Этапы юниорского Гран-при, ЮАР            |                         |                         | 9                       |                         |                         |                         |                         |
| На национальном уровне                    |                         |                         |                         |                         |                         |                         |                         |
| Чемпионаты Германии                       | 4                       | 4                       | 3 J.                    | 5                       | 2                       | 4                       | 6                       |

J. = юниорский уровень